# INTS11
INTS11‏ (Integrator complex subunit 11) هوَ بروتين يُشَفر بواسطة جين INTS11 في الإنسان.